# Dirt (песня)
«Dirt» — песня американской кантри-группы Florida Georgia Line. Она была выпущена 8 июля 2014 года лейблом Republic Nashville в качестве первого сингла из второго студийного альбома Anything Goes. Песню написали Родни Клоусон и Крис Томпкинс, а спродюсировал Joey Moi.
Сингл занял первое место в чарте Hot Country Songs и также 1-е место в чарте Billboard Country Airplay. Песня стала одной из лучших кантри-песен года, заняв третье место в итоговом чарте Billboard Year-End Hot Country Singles. Песня получила 2-кратный платиновый сертификат от Американской ассоциации звукозаписывающей индустрии (RIAA).

## История
Написанная Родни Клоусоном и Крисом Томпкинсом, песня представляет собой среднетемповую балладу о различных жизненных событиях, в центре которых находится грязь (земля, грунт). В последних строках песни есть слова «Вы знаете, что вы пришли из неё / Когда-нибудь вы вернётесь в неё» («You know you came from it / Someday you’ll return to it»), которые дуэт первоначально не хотел включать, так как считал, что это клише. Брайан Келли, один из участников дуэта, сказал газете Chicago Sun-Times: «Я думаю, что песня типа „Cruise“ была бы принята, но как только вы думаете, что FGL все поняли, мы решили пойти против течения и изменить ситуацию с помощью песни типа „Dirt“».

## Коммерческий успех
Песня «Dirt» дебютировала на 16-м месте в радиоэфирном кантри-чарте Country Airplay за неделю 26 июля 2014 года, став самым громким дебютом кантри-дуэта. Песня «Dirt» также дебютировала в американском Billboard Hot 100 под номером 11 и в канадском Canadian Hot 100 на той же неделе под номером 10, став «горячим дебютом» недели в обоих чартах. На той же неделе песня «Dirt» поднялась с 40-го места на первое в чарте Billboard Hot Country Songs. В последнюю неделю своего пребывания в чарте, на неделе 10 января 2015 года, песня поднялась с 22-го места на 11-е в чарте Hot Country Songs и стала лидером по количеству прослушиваний за неделю. Однако затем песня исчезла из чартов.
Песня «Dirt» стала шестым синглом дуэта, попавшим в топ-5 чарта Billboard Hot Country Songs. В октябре 2014 года песня достигла отметки в миллион продаж в США. По состоянию на декабрь 2014 года, в США было продано 1 272 000 копий. 30 апреля 2015 года песня была сертифицирована как дважды платиновая.
В Канаде за неделю дебюта песня разошлась тиражом 17 000 скачиваний.

## Музыкальное видео
Режиссёром клипа выступил Найджел Дик. Он рассказывает о жизни супружеской пары, чередуя прошлое и настоящее, где семья собирается на похороны матери. В клипе много визуальных отсылок к земле (грязи). Земля изображается как вещество, которое можно размазать по лицу близких в одну минуту, а в другую — похоронить в ней семью. В клипе снялись Джей Ди Саутер в главной роли и Линдси Хейзер в роли молодой Рози.

## Чарты

### Еженедельные чарты
| Чарт (2014—2015)                    | Высшая позиция |
| ----------------------------------- | -------------- |
| Канада (Billboard Canadian Hot 100) | 10             |
| Канада (Billboard Country)          | 1              |
| Чехия (Singles Digitál Top 100)     | 95             |
| Словакия (Singles Digitál Top 100)  | 81             |
| США (Billboard Hot 100)             | 11             |
| США (Billboard Hot Country Songs)   | 1              |
| США (Billboard Country Airplay)     | 1              |

### Годовые итоговые чарты
| Чарт (2014)                       | Позиция |
| --------------------------------- | ------- |
| Канада Canadian Hot 100           | 80      |
| США Billboard Hot 100             | 66      |
| США Country Airplay (Billboard)   | 6       |
| США Hot Country Songs (Billboard) | 3       |

| Чарт (2015)                       | Позиция |
| --------------------------------- | ------- |
| США Hot Country Songs (Billboard) | 95      |

## Сертификации
| Регион                                                                      | Сертификация  | Продажи   |
| --------------------------------------------------------------------------- | ------------- | --------- |
| США (RIAA)                                                                  | 2× Платиновый | 2 000 000 |
| Данные о продажах + прослушиваниях приведены только на основе сертификации. |               |           |